# Дидим Халкентер
Дидим Халкентер (лат. Didymus Chalcenterus, др.-греч. Δίδυμος Χαλκέντερος; Didymos Chalkenteros, Дидим «Медные внутренности», Дидим Александрийский, 63  — 10 гг. до н.э.) — греческий учёный и грамматик эпохи Эллинизма, живший в одно время с Марком Туллием Цицероном и Октавианом Августом. Его следует отличать от современника, стоика Ария Дидима.

## Жизнь
Прозвище «медные внутренности» пошло от его непомерной производительности: говорят, что он написал так много книг, что не мог вспомнить содержания своих первых сочинений, и поэтому часто противоречил сам себе. Деметрий Трезенский назвал его «книжной бездной» за написанные им 3500 сочинений. В результате этого он получил ещё одно прозвище: Bιβλιολάθης, «забывающий книги». Сенека отзывается о его учёности с неодобрением:

Грамматик Дидим написал четыре тысячи книг. Я пожалел бы и того, кто прочёл столько лишнего! В одних книгах исследуется, где родина Гомера, в других — кто истинная мать Энея, в третьих — чему больше предавался в жизни Анакреонт, похоти или пьянству, в четвертых — была ли Сафо продажной распутницей, и прочие вещи, которые, знай мы их, следовало бы забыть.
Дидим жил и преподавал в Александрии и Риме, где познакомился со своим будущим другом Марком Теренцием Варроном. Дидим содействовал знакомству римлян с александрийскими учениями. Среди учеников Дидима Александрийского — грамматик, литератор и философ Гераклид Понтийский Младший.

## Работы
Дидим был последователем школы Аристарха Самофракийского и написал трактат к Аристарховой редакции Гомера, который называется «На рецензию Аристарха» (περὶ τῆς Ἀριστάρχου διορθώσεως), фрагмент которого сохранён в кодексе Venetus A, рукописи «Илиады».
Авторству Дидима принадлежат примечания ко многим произведениям греческих поэтов и прозаиков. Известно, что он писал о греческих лирических поэтах, в особенности о Вакхилиде и Пиндаре, и о драматургах. Лучшая часть схолий Пиндара и Софокла берёт своё начало у Дидима. Схолии Аристофана также часто ссылаются на Дидима. Более того, известно, что он написал трактаты к произведениям Еврипида, Иона Хиосского, Фриниха, Кратина, Менандра, а также сочинения о многих греческих ораторах, включая Демосфена, Исея, Гиперида, Динарха и других. Компиляция словаря Дидима вошла как составная часть в «Лексикон» Гесихия, александрийского грамматика и лексикографа V или VI вв. н. э. Афиней цитирует Дидима, в частности, когда речь заходит о прамнийском вине; о названиях маслин, об обряде Гиакинфий.
Кроме этих работ упоминаются и нижеследующие, ни одна из которых не дошла до наших дней:
- О фразеологии в трагедии (περὶ τραγῳδουμένης λέξεως), включавшая в себя не менее 28 книг,[11]
- Комическая фразеология (λέξις κωμική), позже использовавшаяся Гесихием,[12]
- Третья лингвистическая работа о двусмысленности или неясном значении слов, включавшая не менее семи книг,
- Четвёртая лингвистическая работа о ложных или искажённых значениях,
- Коллекция греческих пословиц (πρὸς τοὺς περὶ παροιμιῶν συντεταχότας), включавшая тринадцать книг, из которой Зенобий взял большинство пословиц для своей коллекции,[13]
- Сочинение «Застольные разговоры»[14]
- О законах Солона (περὶ τῶν ἀξόνων Σόλωνος), работа, упоминающаяся Плутархом и написанная как возражение Асклепиаду[15]
- Ответ на трактат Цицерона «О государстве» (De re publica), написанный в подражание силлографам и включавший шесть книг,[16]; который позже побудил Светония написать на него контрответ.[17]
- По грамматике:
  - «Об орфографии»,
  - «Об аналогии среди латинских языков»,
  - «О флексии».

Сохранились и отрывки работ по сельскому хозяйству и ботанике, упоминающиеся у Гиппократа, и полностью дошёл до наших дней трактат О всех видах мрамора и древесины (περὶ μαρμάρων καὶ παντοίων ξύλων). Но поскольку тематика этих работ резко контрастирует с тематикой предыдущих, существует мнение, что они принадлежат перу другого человека, которого также звали Дидим.
Новый взгляд на дидимовские произведения появился после обнаружения фрагмента папируса с его примечаниями к Филиппике Демосфена. Исследовав этот текст, учёные пришли к выводу, что Дидим был не исследователем, а скрупулёзным компилятором, цитировавшим многих авторов и писавшим примечания, касающиеся как хронологии и истории, так и риторики и стиля.
Отождествление Дидима Александрийского и теоретика музыки Дидима (о котором пишут Птолемей и Порфирий) в современной науке считается ложным. Именно к деятельности последнего относится т. наз. Дидимова комма.